# Onna (L’Aquila)
Onna ist ein Stadtteil der italienischen Stadt L’Aquila, der Hauptstadt der Region Abruzzen und der Provinz L’Aquila.

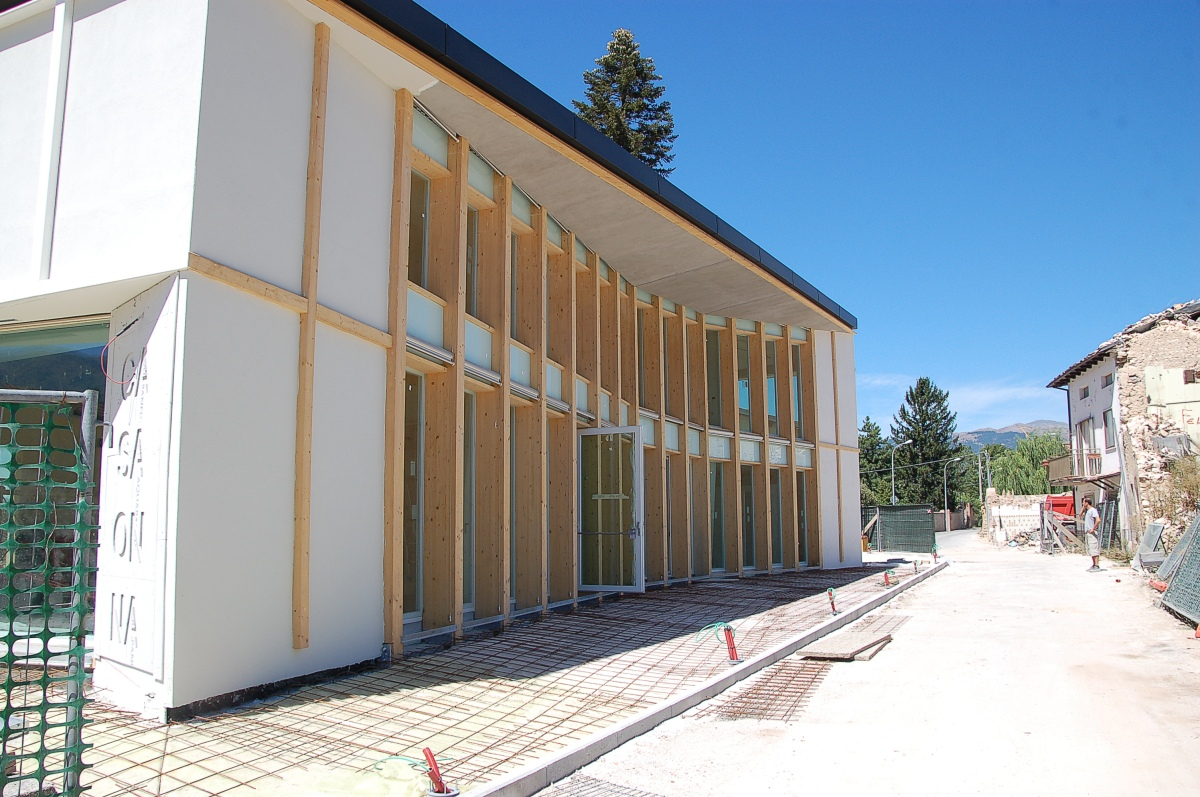
Bürgerhaus, 2010

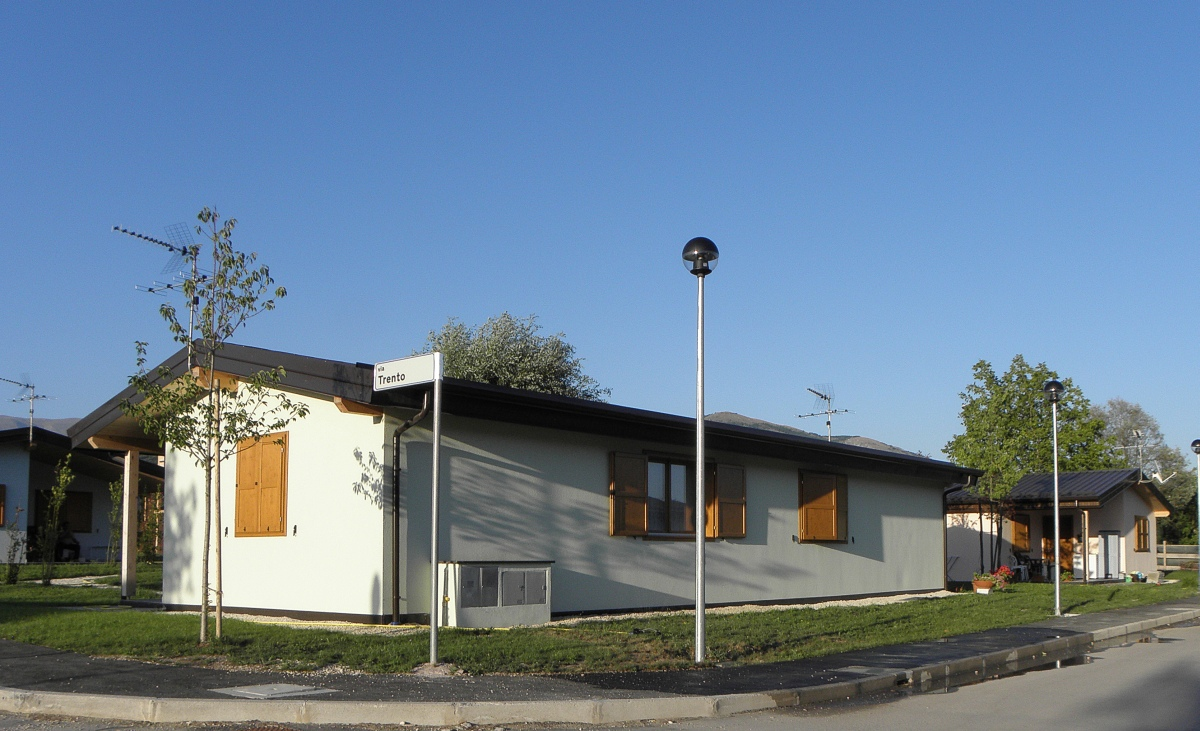
Das neue Onna, 2010

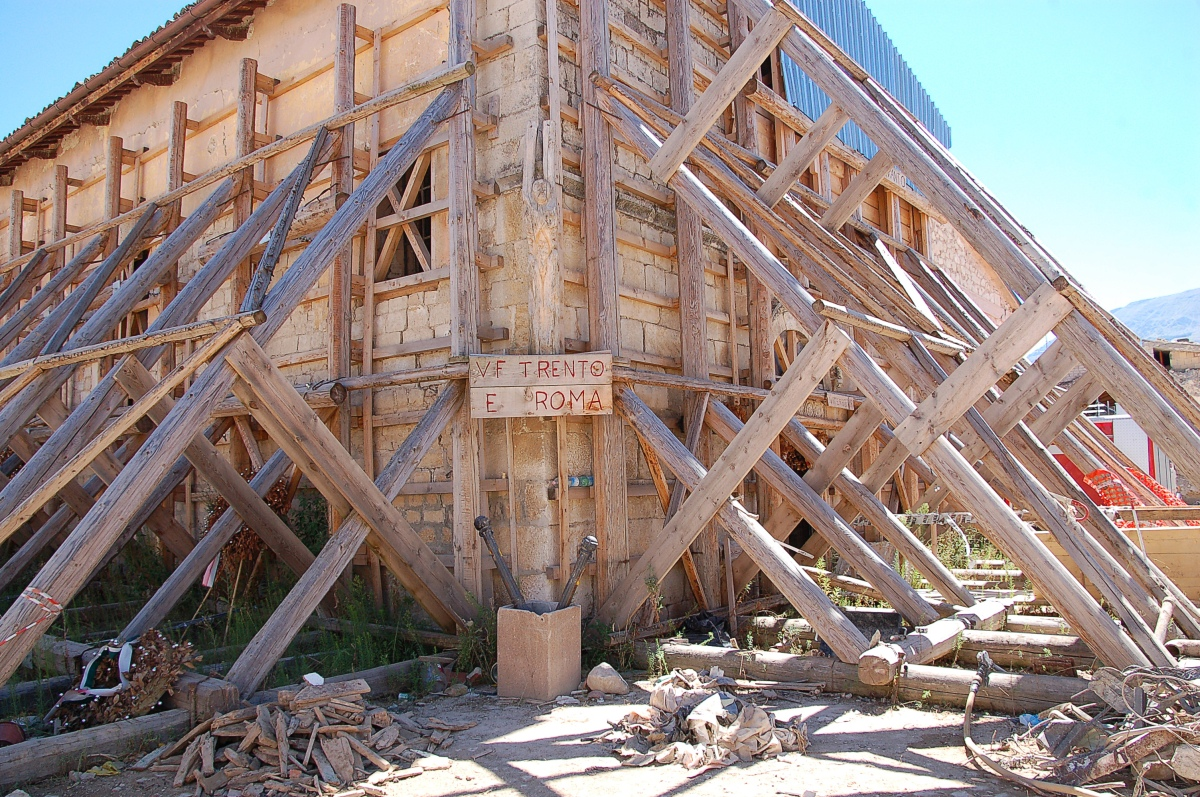
Die Kirche, 2010

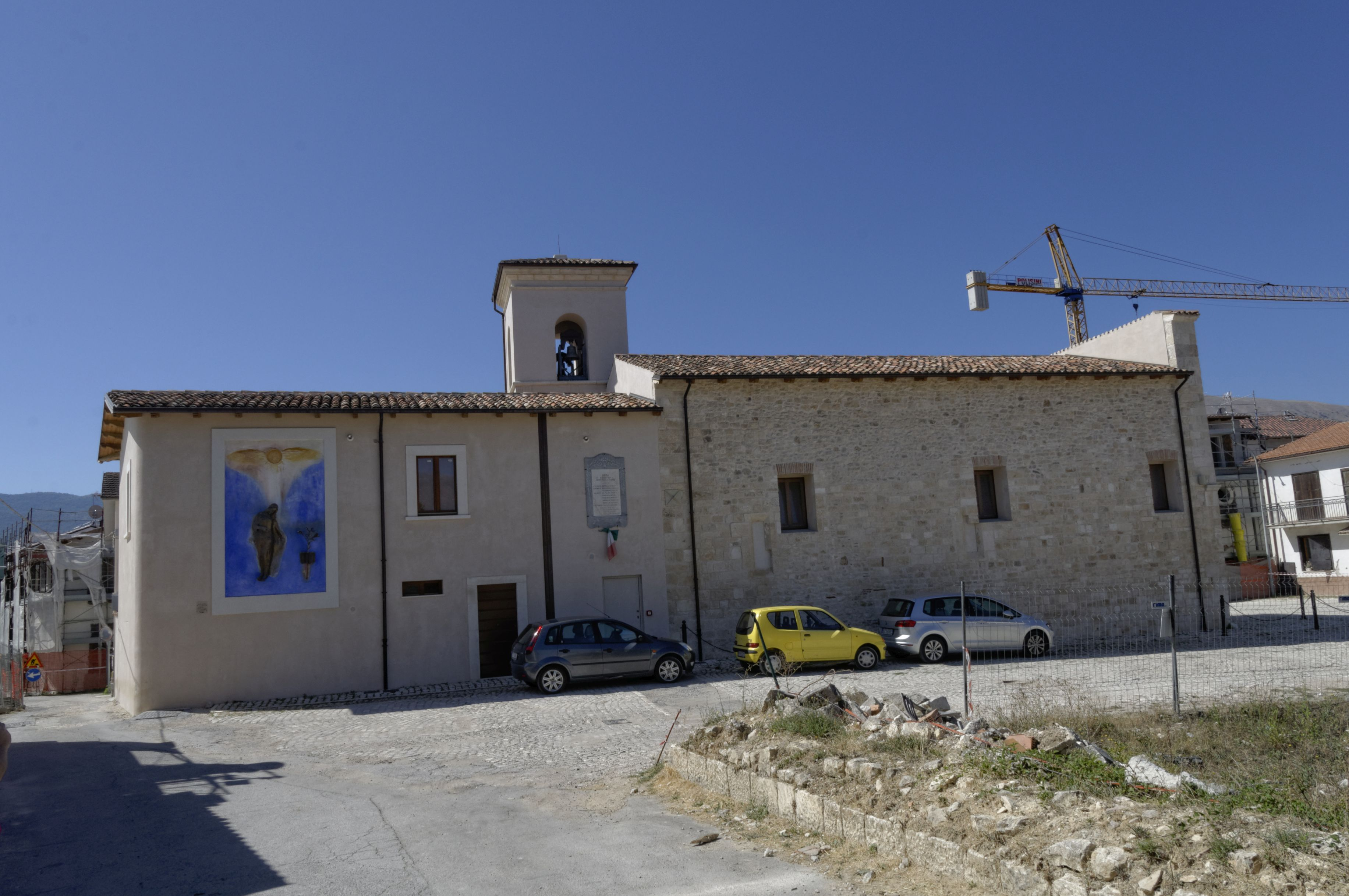
Die wiederaufgebaute Kirche 2017

## Lage und Beschreibung
Onna liegt in Mittelitalien in den Abruzzen am kleinen Fluss Aterno. Die Ortschaft befindet sich etwa sieben Kilometer südöstlich des Zentrums von L’Aquila und gut 90 km nordöstlich von Rom. Autobahnabfahrten befinden sich an der Autobahn A 24 (Rom-Adriaküste), Bahnstationen gibt es eine etwa zwei Kilometer vom Ort entfernt und eine in L’Aquila an der Bahnlinie Terni-Sulmona.

## Geschichte

### Zweiter Weltkrieg
Während des Zweiten Weltkriegs wurden am 11. Juni 1944 in Onna 17 Zivilisten von der deutschen Wehrmacht als „Vergeltung“ für einen vermeintlichen Partisanenangriff am 2. Juni mit einem Toten willkürlich ermordet. Bevor die Wehrmacht das kleine Dorf verließ, sprengten die Soldaten ein Dutzend Gebäude.
Bei der Suche nach den Tätern vom 2. Juni wurden am 7. Juni im nahen kleinen Bergdorf Filetto di Camarda Soldaten der Nachrichten-Abteilung 114 getötet. Der Kommandeur dieser Wehrmachtseinheit aus der 114. Jägerdivision und der spätere Befehlshaber der „Vergeltungsmaßnahme“ war der spätere Münchner Weihbischof Matthias Defregger, der verantwortliche Divisionsgeneral Hans Boelsen. Am Abend des 7. Juni wurden beim Massaker am Gran Sasso 22 Männer zur Vergeltung erschossen und der Ort in Brand gesteckt.

### Erdbeben 2009
Bei dem Erdbeben von L’Aquila 2009 starben 42 der ursprünglich etwa 280 Einwohner des Ortes und ca. 90 % der Wohngebäude wurden zerstört bzw. sind seitdem unbewohnbar. Die Meisten der Überlebenden wohnten anschließend (Stand August 2011) in provisorischen Holzhäusern neben dem zerstörten Dorf. Am 28. April 2009 besuchte Papst Benedikt XVI. die Erdbebenregion und den Ort Onna.
Die Deutsche Botschaft Rom richtete nach dem Erdbeben ein Spendenkonto ein und unterstützt seitdem mit den Geldern den Wiederaufbau Onnas. Auch die Partnerstadt Rottweil hat umfangreiche Spenden gesammelt. Unter der Koordination der Botschaft wurde für mehrere Monate eine Einheit des Technischen Hilfswerks entsandt, ein Gemeindehaus errichtet und ein Wiederaufbauplan für das Dorf begonnen. Der damalige Bundesaußenminister Frank-Walter Steinmeier hat seinem italienischen Amtskollegen Franco Frattini zudem Hilfe bei dem Wiederaufbau der Dorfkirche aus dem 18. Jahrhundert zugesagt. Dafür wurden aus Deutschland circa 3,5 Millionen Euro gespendet. Trotzdem wurde mit dem Wiederaufbau auch vier Jahre nach dem Erdbeben noch nicht begonnen. Beim Erdbeben traten in der Kirche allerdings Fresken aus dem 15. Jahrhundert unter abgefallenen Putzschichten zutage.
Am 4. April 2011 überreichte der Botschafter der Bundesrepublik Deutschland Michael Gerdts der Stadt L’Aquila einen Masterplan zum Wiederaufbau des Stadtteils, der im Auftrag der Botschaft vom Kölner Architekturbüro Schaller/Theodor erarbeitet wurde. Der Gemeinderat von L’Aquila beschloss diesen Plan am 15. November 2012. Die Umsetzung sollte 2013 beginnen. Damit ist der Wiederaufbau in Onna im Vergleich mit den anderen vom Erdbeben 2009 betroffenen Ortschaften am weitesten fortgeschritten.
Im Vorfeld des G8-Gipfeltreffens in L’Aquila 2009 besuchten am 8. Juli 2009 die deutsche Bundeskanzlerin Angela Merkel und der italienische Ministerpräsident Silvio Berlusconi die Ortschaft.